# Amanda Bearse
Amanda Bearse (ur. 9 sierpnia 1958 w Winter Park, Floryda) – amerykańska aktorka i reżyserka. Jest szczególnie znana z serialu telewizyjnym Świat według Bundych, gdzie grała sąsiadkę Bundych – Marcy d’Arcy (wcześniej Rhoades) oraz z gry w horrorze Postrach nocy (1985).
Obecnie mieszka w Atlancie wraz z adoptowaną córką Zoe i uczęszcza na Georgia State University. Zadeklarowała, że jest lesbijką.